# Вальє-де-Бардахі
Вальє-де-Бардахі (ісп. Valle de Bardají) — муніципалітет в Іспанії, у складі автономної спільноти Арагон, у провінції Уеска. Населення — 52 особи (2009).
Муніципалітет розташований на відстані близько 410 км на північний схід від Мадрида, 80 км на північний схід від Уески.
На території муніципалітету розташовані такі населені пункти: (дані про населення за 2009 рік)
- Агуаскальдас: 50 осіб
- Б'єскас: 0 осіб
- Льєрт: 0 осіб
- Санта-Маура: 0 осіб

## Демографія
Динаміка населення (INE ):